# Portugal en los Juegos Olímpicos de Pekín 2008
Portugal estuvo representado en los Juegos Olímpicos de Pekín 2008 por un total de 77 deportistas que compitieron en 16 deportes. 
El portador de la bandera en la ceremonia de apertura fue el atleta Nelson Évora.

## Medallistas
El equipo olímpico portugués obtuvo las siguientes medallas:
| Nombre            | Deporte   | Competición    |
| ----------------- | --------- | -------------- |
| Oro               |           |                |
| Nelson Évora      | Atletismo | Triple salto M |
| Plata             |           |                |
| Vanessa Fernandes | Triatlón  | Individual F   |
| Bronce            |           |                |
| —                 |           |                |